# Örtöö
Örtöö era um sistema de comunicações criado e utilizado por Gêngis Cã e pelos subsequentes grão-cãs do Império Mongol. O sistema era composto por uma complexa rede de estações que serviam para descanso, abrigo, comida, e cavalos para os mensageiros. De acordo com o explorador Marco Polo, essas estações eram encontradas a cada 40 quilômetros uma da outra, e existiam por toda a extensão do Império Mongol, servindo para a rápida transmissão de mensagens, pessoas e produtos pelos territórios do império.